# Centraal- en Zuid-Zanzibar
Centraal- en Zuid-Zanzibar is een van de drie regio's van Tanzania op het eiland Zanzibar. Van Tanzania's in totaal 26 regio's heeft deze het laagste bevolkingsaantal. Met een oppervlakte van 854 vierkante kilometer is het wel de grootste van de vijf regio's die in de staat Zanzibar gelegen zijn. De hoofdstad van de regio is Koani. De regio Centraal- en Zuid-Zanzibar ontstond rond 1967 toen het voormalige Landelijk-Shambani opgedeeld werd in een Noord- en een Zuid-Shambani. Die laatste werd later Centraal- en Zuid-Zanzibar.

## Grenzen
De regio Centraal- en Zuid-Zanzibar beslaat het zuidoostlijke deel van het eiland Zanzibar en grenst grotendeels aan zee:
- De Indische Oceaan.

Het grenst verder aan de twee overige regio's op het eiland:
- Noord-Zanzibar in het noorden.
- Stedelijk- en West-Zanzibar in het westen.

## Districten
De regio is onderverdeeld in twee districten:
- Kati
- Kusini